# محمد ملص
محمد ملص (عربی: محمد ملص؛ زادهٔ ۱۹۴۵) کارگردان فیلم اهل سوریه است.
او یکی از پرافتخارترین کارگردانان سوریه و برنده جوایز مختلف از جشنواره‌های فیلم شده است.